# Liste des basiliques catholiques en France
La France compte un ensemble de Basiliques intemporelles et mineures. Il existe 176 basiliques mineures en France.

## Liste par région

### Auvergne-Rhône-Alpes
| Nom                                     | Commune                  | Département  | Commentaire, date d'érection, date d'élévation                                         | Photo |
| --------------------------------------- | ------------------------ | ------------ | -------------------------------------------------------------------------------------- | ----- |
| Cathédrale Notre-Dame-de-l'Annonciation | Moulins                  | Allier       | Élevée au rang de basilique mineure en 1949.                                           |       |
| Basilique Notre-Dame                    | Saint-Germain-des-Fossés | Allier       |                                                                                        |       |
| Basilique Notre-Dame-des-Miracles       | Mauriac                  | Cantal       | Élevée au rang de basilique mineure par le pape Benoît XV le 20 octobre 1921.          |       |
| Basilique Saint-Julien                  | Brioude                  | Haute-Loire  | Élevée au rang de basilique mineure par le pape Pie XII le 26 avril 1957.              |       |
| Basilique Saint-Joseph-de-Bon-Espoir    | Espaly-Saint-Marcel      | Haute-Loire  | Élevée au rang de basilique mineure par le pape François en mai 2021.                  |       |
| Basilique Notre-Dame-des-Fers           | Orcival                  | Puy-de-Dôme  | Élevée au rang de basilique mineure par le pape Léon XIII en 1894.                     |       |
| Basilique Notre-Dame-du-Port            | Clermont-Ferrand         | Puy-de-Dôme  | Élevée au rang de basilique mineure en 1881 par le pape Léon XIII.                     |       |
| Basilique Saint-Amable                  | Riom                     | Puy-de-Dôme  | Érigée le 7 mars 1912.                                                                 |       |
| Cathédrale Notre-Dame-de-l'Annonciation | Le Puy-en-Velay          | Haute-Loire  | Élevée au rang de basilique mineure par le pape Pie IX le 11 février 1856.             |       |
| Basilique d'Ars                         | Ars-sur-Formans          | Ain          | Érigée le 4 août 1997.                                                                 |       |
| Basilique Notre-Dame du Genêt d'Or      | Valfleury                | Loire        |                                                                                        |       |
| Basilique Notre-Dame-de-Bon-Secours     | Lablachère               | Ardèche      | Érigée le 14 août 1930.                                                                |       |
| Basilique Saint-Régis                   | Lalouvesc                | Ardèche      |                                                                                        |       |
| Basilique Sainte-Anne                   | Bonlieu-sur-Roubion      | Drôme        |                                                                                        |       |
| Cathédrale Saint-Apollinaire            | Valence                  | Drôme        | Érigée le 4 mai 1847.                                                                  |       |
| Basilique Notre-Dame de la Salette      | La Salette-Fallavaux     | Isère        | Érigée le 20 août 1879.                                                                |       |
| Basilique Saint-Joseph                  | Grenoble                 | Isère        | Érigée en 1937.                                                                        |       |
| Basilique du Sacré-Cœur                 | Grenoble                 | Isère        | Érigée en 1952.                                                                        |       |
| Basilique Notre-Dame de l'Osier         | Notre-Dame-de-l'Osier    | Isère        | Érigée en 1924.                                                                        |       |
| Basilique Notre-Dame de Fourvière       | Lyon                     | Rhône        | Le 16 mars 1897, le pape Léon XIII érige Notre-Dame de Fourvière en basilique mineure. |       |
| Basilique Saint-Martin d'Ainay          | Lyon                     | Rhône        | Érigée le 13 juin 1905.                                                                |       |
| Basilique Saint-Bonaventure             | Lyon                     | Rhône        | Élevée au rang de basilique mineure par le pape François le 28 septembre 2019.         |       |
| Basilique Saint-Joseph-des-Fins         | Annecy                   | Haute-Savoie | Élevée au rang de basilique le 11 juillet 1964.                                        |       |
| Basilique de la Visitation              | Annecy                   | Haute-Savoie | Élevée au rang de basilique le 17 août 1951.                                           |       |
| Basilique Saint-François-de-Sales       | Thonon-les-Bains         | Haute-Savoie | Élevée au rang de basilique le 8 juillet 1993.                                         |       |
| Cathédrale Saint-François-de-Sales      | Chambéry                 | Savoie       | Érigée le 1er novembre 1874 par le pape Pie IX.                                        |       |

### Bourgogne-Franche-Comté
| Nom                                    | Commune              | Département    | Commentaire, date d'érection, date d'élévation | Photo |
| -------------------------------------- | -------------------- | -------------- | --- | ----- |
| Basilique Notre-Dame                   | Beaune               | Côte-d'Or      | Érigée en 1957. |       |
| Basilique Notre-Dame-et-Sainte-Croix   | La Charité-sur-Loire | Nièvre         | Deuxième moitié du XIe siècle pour le transept et première moitié du XIIe siècle pour le chœur et le clocher).                                                       |       |
| Basilique Saint-Andoche                | Saulieu              | Côte-d'Or      | En 1125–1130 pour la nef, jusqu'au milieu du XIIe siècle pour la façade et les clochers, VIIIe siècle pour la crypte).                                               |       |
| Cathédrale Saint-Cyr-et-Sainte-Julitte | Nevers               | Nièvre         | |       |
| Basilique du Sacré-Cœur                | Paray-le-Monial      | Saône-et-Loire | Fin du XIe siècle (narthex) et 1090–1109 (église). |       |
| Cathédrale Saint-Lazare                | Autun                | Saône-et-Loire | Élevée au rang de basilique mineure par le pape Pie XII en 1949. |       |
| Basilique Sainte-Marie-Madeleine       | Vézelay              | Yonne          | Élevée au rang de basilique en 1920. |       |
| Cathédrale Saint-Jean                  | Besançon             | Doubs          | Élevée au rang de basilique mineure par le pape Pie IX le 1er février 1877.                                                                                          |       |
| Basilique Saint-Ferjeux                | Besançon             | Doubs          | Sur la grotte dans laquelle le corps des saints évangélisateurs, saint Ferjeux et saint Ferréol, de la Franche-Comté reposent.                                       |       |
| Basilique Sainte-Jeanne-Antide         | Sancey               | Doubs          | Édifiée en 1932, année de la canonisation de la sainte par le pape Pie XII.                                                                                          |       |
| Basilique Notre-Dame                   | Dole                 | Jura           | Élevée au rang de basilique mineure en 1951 par le pape Pie XII. Les célébrations ont lieu en présence du nonce apostolique Angelo Roncalli (futur pape Jean XXIII). |       |
| Basilique Notre-Dame                   | Gray                 | Haute-Saône    | Élevée au rang de basilique mineure le 16 juillet 1948 par le pape Pie XII. La messe de dédicace est célébrée le 12 août 1950 par Laurent Mamet, archiprêtre.        |       |
| Abbaye Notre-Dame                      | Faverney             | Haute-Saône    | Élevée au rang de basilique mineure par le pape Pie X en 1912. |       |
| Basilique Saint-Pierre                 | Luxeuil-les-Bains    | Haute-Saône    | |       |

### Bretagne
| Nom                                                   | Commune                | Département     | Commentaire, date d'érection, date d'élévation                                 | Photo |
| ----------------------------------------------------- | ---------------------- | --------------- | ------------------------------------------------------------------------------ | ----- |
| Basilique Notre-Dame-de-Bon-Secours                   | Guingamp               | Côtes-d'Armor   | Élevée au rang de basilique mineure par le pape Léon XIII le 24 octobre 1899.  |       |
| Basilique Notre-Dame-de-Délivrance                    | Quintin                | Côtes-d'Armor   | Élevée au rang de basilique mineure par le pape Pie XI le 28 juillet 1934.     |       |
| Basilique Notre-Dame-d'Espérance                      | Saint-Brieuc           | Côtes-d'Armor   | Élevée au rang de basilique mineure par le pape Léon XIII le 2 janvier 1903.   |       |
| Basilique Saint-Sauveur                               | Dinan                  | Côtes-d'Armor   | Élevée au rang de basilique mineure par le pape Pie XII le 27 avril 1953.      |       |
| Cathédrale Saint-Tugdual                              | Tréguier               | Côtes-d'Armor   | Élevée au rang de basilique mineure par le pape Pie XII le 28 février 1947.    |       |
| Cathédrale Saint-Paul-Aurélien                        | Saint-Pol-de-Léon      | Finistère       | Élevée au rang de basilique mineure par le pape Léon XIII le 6 mars 1901.      |       |
| Basilique Notre-Dame                                  | Le Folgoët             | Finistère       | Élevée au rang de basilique mineure par le pape Martin V en 1427.              |       |
| Cathédrale Saint-Corentin                             | Quimper                | Finistère       | Élevé au rang de basilique mineure par le pape Pie IX le 11 mars 1870.         |       |
| Basilique Notre-Dame-de-l'Assomption                  | La Guerche-de-Bretagne | Ille-et-Vilaine | Élevée au rang de basilique mineure par le pape Pie XII le 12 mars 1951.       |       |
| Basilique Saint-Aubin en Notre-Dame-de-Bonne-Nouvelle | Rennes                 | Ille-et-Vilaine | Élevée au rang de basilique mineure par le pape Benoît XV le 6 août 1916.      |       |
| Basilique Saint-Sauveur                               | Rennes                 | Ille-et-Vilaine | Élevée au rang de basilique mineure par le pape Benoît XV le 6 août 1916.      |       |
| Basilique Notre-Dame-de-Paradis                       | Hennebont              | Morbihan        | Élevée au rang de basilique mineure par le pape Pie X le 17 janvier 1913.      |       |
| Basilique Notre-Dame-du-Roncier                       | Josselin               | Morbihan        | Élevée au rang de basilique mineure par le pape Léon XIII en avril 1891.       |       |
| Basilique Notre-Dame-de-la-Joie                       | Pontivy                | Morbihan        | Élevée au rang de basilique mineure par le pape Jean XXIII le 10 janvier 1959. |       |
| Basilique Sainte-Anne d'Auray                         | Sainte-Anne-d'Auray    | Morbihan        | Élevée au rang de basilique mineure par le pape Pie IX en 1874.                |       |
| Cathédrale Saint-Pierre                               | Vannes                 | Morbihan        | Élevée au rang de basilique mineure par le pape Léon XIII en 1902.             |       |

La chapelle Notre-Dame-de-Quelven est parfois citée à tort comme une basilique.

### Centre-Val de Loire
| Nom                                | Commune                           | Département    | Commentaire, date d'érection, date d'élévation                                      | Photo |
| ---------------------------------- | --------------------------------- | -------------- | ----------------------------------------------------------------------------------- | ----- |
| Basilique Notre-Dame-des-Enfants   | Châteauneuf-sur-Cher              | Cher           | Élevée au rang de basilique mineure par le pape Léon XIII en 1896.                  |       |
| Cathédrale Notre-Dame              | Chartres                          | Eure-et-Loir   | Élevée au rang de basilique mineure en 1908.                                        |       |
| Basilique Notre-Dame du Sacré-Cœur | Issoudun                          | Indre          | Élevée au rang de basilique mineure par le pape Pie IX le 17 juillet 1874.          |       |
| Basilique Notre-Dame de Cléry      | Cléry-Saint-André, près d'Orléans | Loiret         | XIVe siècle.                                                                        |       |
| Basilique Notre-Dame-de-la-Trinité | Blois                             | Loir-et-Cher   | Consacrée en 1949, élevée au rang de basilique mineure par le pape Pie XII en 1956. |       |
| Basilique Saint-Étienne            | Neuvy-Saint-Sépulchre             | Indre          | Élevée au rang de basilique mineure par le pape Pie X le 23 novembre 1910.          |       |
| Basilique Saint-Martin             | Tours                             | Indre-et-Loire |                                                                                     |       |

### Grand Est
| Nom                                                        | Commune                               | Département        | Commentaire, date d'érection, date d'élévation | Photo |
| ---------------------------------------------------------- | ------------------------------------- | ------------------ | --- | ----- |
| Basilique Notre-Dame-de-Bon-Secours                        | Neuvizy                               | Ardennes           | Érigée par Jean-Paul II en 2002. |       |
| Basilique Notre-Dame de Marienthal                         | Haguenau                              | Bas-Rhin           | Première basilique sur le territoire allemand lors de son érection le 31 mai 1892. |       |
| Basilique Notre-Dame du mont Sainte-Odile                  | Ottrott                               | Bas-Rhin           | Érigée le 16 juin 2006. |       |
| Basilique du Sacré-Cœur                                    | Lutterbach                            | Haut-Rhin          | Érigée le 13 décembre 1922. |       |
| Basilique Notre-Dame de Thierenbach                        | Jungholtz                             | Haut-Rhin          | Érigée le 25 mars 1936. |       |
| Basilique Saint-Urbain                                     | Troyes                                | Aube               | Construction initiée par Urbain IV, en 1262 et consacrée en 1389. L'église est un des témoins majeurs du gothique rayonnant. |       |
| Basilique Saint-Jean-Baptiste, ancienne collégiale         | Chaumont                              | Haute-Marne        | Élevée au rang de basilique mineure par le pape Pie XII en 1948. |       |
| Basilique Notre-Dame de l'Épine                            | L'Épine, près de Châlons-en-Champagne | Marne              | |       |
| Basilique Saint-Remi                                       | Reims                                 | Marne              | |       |
| Basilique Sainte-Clotilde                                  | Reims                                 | Marne              | |       |
| Basilique Notre-Dame-d'Espérance                           | Charleville-Mézières                  | Ardennes           | |       |
| Cathédrale primatiale Notre-Dame-de-l'Annonciation         | Nancy                                 | Meurthe-et-Moselle | La cathédrale de Nancy n'est pas une basilique mineure mais, à la suite d'une confusion, de nombreux auteurs le mentionnent. En réalité, en 1867, Pie XI octroya aux cathédrales de Nancy et de Toul uniquement les « indulgences des Stations qui se gagnent dans les diverses basiliques de Rome ». |       |
| Basilique Notre-Dame-de-Lourdes                            | Nancy                                 | Meurthe-et-Moselle | Élevée au rang de basilique mineure par le pape Pie XI le 26 juin 1925. |       |
| Basilique Notre-Dame de Sion                               | Saxon-Sion                            | Meurthe-et-Moselle | Élevée au rang de basilique mineure par le pape Pie XI le 25 juin 1933. |       |
| Basilique du Sacré-Cœur                                    | Nancy                                 | Meurthe-et-Moselle | Élevée au rang de basilique mineure en septembre 1905. |       |
| Basilique Saint-Epvre                                      | Nancy                                 | Meurthe-et-Moselle | Élevée au rang de basilique mineure par le pape Pie IX en 1874. |       |
| Basilique de Saint-Nicolas-de-Port                         | Saint-Nicolas-de-Port                 | Meurthe-et-Moselle | Élevée au rang de basilique mineure par le pape Pie XII en 1950. |       |
| Basilique Notre-Dame                                       | Avioth                                | Meuse              | |       |
| Basilique Notre-Dame-de-Bon-Secours                        | Saint-Avold                           | Moselle            | Élevée par le pape Pie XI au rang de basilique mineure, le 31 août 1932. |       |
| Basilique Saint-Vincent                                    | Metz                                  | Moselle            | Ancienne abbatiale, élevée au rang de basilique mineure par le pape Pie XI en 1933. |       |
| Basilique Saint-Maurice                                    | Épinal                                | Vosges             | Élevée au rang de basilique mineure le 20 février 1933 par le pape Pie XI. |       |
| Basilique Saint-Pierre-Fourier                             | Mattaincourt                          | Vosges             | |       |
| Basilique Sainte-Jeanne-d'Arc (ou basilique du Bois-Chenu) | Domrémy-la-Pucelle                    | Vosges             | Élevée au rang de basilique mineure par le pape Pie XII le 4 juin 1939. |       |
| Cathédrale Notre-Dame                                      | Verdun                                | Meuse              | Élevée au rang de basilique mineure par le pape Pie XII le 15 août 1947. |       |

### Hauts-de-France
| Nom                                              | Commune              | Département   | Commentaire, date d'érection, date d'élévation | Photo |
| ------------------------------------------------ | -------------------- | ------------- | --- | ----- |
| Cathédrale Notre-Dame-de-Grâce                   | Cambrai              | Nord          | Élevée au rang de basilique mineure par le pape Léon XIII le 17 mars 1896. |       |
| Cathédrale Notre-Dame-de-la-Treille              | Lille                | Nord          | Cathédrale de Lille depuis 1914. |       |
| Basilique Notre-Dame-du-Saint-Cordon             | Valenciennes         | Nord          | |       |
| Basilique Sainte-Maxellende                      | Caudry               | Nord          | |       |
| Cathédrale Notre-Dame-des-Miracles de Saint-Omer | Saint-Omer           | Pas-de-Calais | Ancienne cathédrale du diocèse de Saint-Omer jusqu'au Concordat. Élevée au rang de basilique mineure par le pape Léon XIII le 4 avril 1879.                                                       |       |
| Basilique Notre-Dame-de-l'Immaculée-Conception   | Boulogne-sur-Mer     | Pas-de-Calais | Élevée au rang de basilique mineure par le pape Léon XIII en 1879. |       |
| Basilique Notre-Dame-de-Lorette                  | Ablain-Saint-Nazaire | Pas-de-Calais | Lieu de pèlerinage depuis le XVIIIe siècle, lieu de mémoire des combats de 1915. L'actuelle chapelle-basilique est le quatrième lieu de culte érigé en ce lieu ; elle a été bénie le 26 mai 1927. |       |
| Basilique Notre-Dame                             | Liesse-Notre-Dame    | Aisne         | Élevée au rang de basilique mineure en 1923. |       |
| Basilique Saint-Quentin                          | Saint-Quentin        | Aisne         | Élevée au rang de basilique mineure par le pape Pie IX en 1876. |       |
| Basilique Notre-Dame de Brebières                | Albert               | Somme         | Élevée au rang de basilique mineure par le pape Léon XIII en 1895. |       |
| Cathédrale Saint-Gervais-et-Saint-Protais        | Soissons             | Aisne         | Élevée au rang de basilique mineure le 10 mars 1857. |       |

### Île-de-France
| Nom                                       | Commune              | Département       | Commentaire, date d'érection, date d'élévation                                     | Photo |
| ----------------------------------------- | -------------------- | ----------------- | ---------------------------------------------------------------------------------- | ----- |
| Basilique Notre-Dame-de-Bonne-Garde       | Longpont-sur-Orge    | Essonne           | Élevée au rang de basilique mineure par le pape Pie X en 1913.                     |       |
| Basilique Notre-Dame-de-Boulogne          | Boulogne-Billancourt | Hauts-de-Seine    | Élevée au rang de basilique mineure par le pape François le 29 juin 2024.          |       |
| Cathédrale Notre-Dame de Paris            | Paris 4e             | Paris             | Élevée au rang de basilique mineure par le pape Pie VII le 27 février 1805.        |       |
| Basilique Sainte-Clotilde                 | Paris 7e             | Paris             | Élevée au rang de basilique mineure le 29 avril 1898 par le pape Léon XIII.        |       |
| Basilique du Sacré-Cœur de Montmartre     | Paris 18e            | Paris             | Élevée au rang de basilique mineure le 13 août 1919 par le pape Benoît XV          |       |
| Basilique Notre-Dame-des-Victoires        | Paris 2e             | Paris             | Élevée au rang de basilique mineure le 23 février 1927 par le pape Pie XI.         |       |
| Basilique Notre-Dame-du-Perpétuel-Secours | Paris 11e            | Paris             | Élevée au rang de basilique mineure le 25 juin 1966 par le pape Paul VI.           |       |
| Basilique Saint-Denis                     | Saint-Denis          | Seine-Saint-Denis | Communément appelée basilique mais n'en a jamais reçu le titre par aucun pape.     |       |
| Cathédrale Saint-Étienne                  | Meaux                | Seine-et-Marne    | Élevée au rang de basilique mineure le 26 juin 1912 par le pape Pie X.             |       |
| Basilique Saint-Mathurin                  | Larchant             | Seine-et-Marne    | Communément appelée basilique mais n'en a jamais reçu le titre par aucun pape.     |       |
| Basilique Saint-Denys d'Argenteuil        | Argenteuil           | Val-d'Oise        | Élevée au rang de basilique mineure le 23 août 1898 par un bref du pape Léon XIII. |       |

### Normandie
| Nom                                      | Commune                   | Département    | Commentaire, date d'érection, date d'élévation                              | Photo |
| ---------------------------------------- | ------------------------- | -------------- | --------------------------------------------------------------------------- | ----- |
| Basilique Notre-Dame-de-la-Délivrande    | Douvres-la-Délivrande     | Calvados       |                                                                             |       |
| Basilique Sainte-Thérèse de Lisieux      | Lisieux                   | Calvados       |                                                                             |       |
| Basilique Notre-Dame de la Couture       | Bernay                    | Eure           | Élevée au rang de basilique mineure en 1950.                                |       |
| Basilique Sainte-Trinité                 | Cherbourg-en-Cotentin     | Manche         |                                                                             |       |
| Basilique Saint-Gervais-et-Saint-Protais | Avranches                 | Manche         |                                                                             |       |
| Basilique de l’Immaculée-conception      | Sées                      | Orne           |                                                                             |       |
| Basilique Notre-Dame                     | Alençon                   | Orne           | Élevée au rang de basilique mineure par le pape Benoît XVI le 10 août 2009. |       |
| Basilique Notre-Dame                     | La Chapelle-Montligeon    | Orne           | Élevée au rang de basilique mineure par le pape Pie XI le 29 août 1928.     |       |
| Basilique Notre-Dame-de-la-Recouvrance   | Les Tourailles            | Orne           | La basilique a été consacrée en 1932. (?)                                   |       |
| Basilique Notre-Dame                     | Bonsecours, près de Rouen | Seine-Maritime |                                                                             |       |
| Basilique du Sacré-Cœur                  | Rouen                     | Seine-Maritime |                                                                             |       |

### Nouvelle-Aquitaine
| Nom                                       | Commune                   | Département       | Commentaire, date d'érection, date d'élévation                                    | Photo |
| ----------------------------------------- | ------------------------- | ----------------- | --------------------------------------------------------------------------------- | ----- |
| Basilique Notre-Dame                      | Arcachon                  | Gironde           | Érigée le 9 mars 1953.                                                            |       |
| Basilique Notre-Dame                      | Verdelais                 | Gironde           | Élevée au rang de basilique mineure le 31 juillet 1924.                           |       |
| Basilique Saint-Michel                    | Bordeaux                  | Gironde           | Construite de 1350 à 1550. Élevée au rang de basilique mineure le 1er avril 1903. |       |
| Basilique Saint-Seurin                    | Bordeaux                  | Gironde           | Érigée le 27 juin 1873.                                                           |       |
| Basilique Notre-Dame-de-la-fin-des-Terres | Soulac-sur-Mer            | Gironde           |                                                                                   |       |
| Basilique Notre-Dame de Buglose           | Saint-Vincent-de-Paul     | Landes            | Élevée au rang de basilique mineure par le pape Paul VI en septembre 1966.        |       |
| Basilique Notre-Dame-de-Pitié             | La Chapelle-Saint-Laurent | Deux-Sèvres       |                                                                                   |       |
| Basilique Saint-Eutrope                   | Saintes                   | Charente-Maritime | Élevée au rang de basilique mineure par le pape Léon XIII le 11 mai 1886.         |       |
| Cathédrale Saint-Pierre-et-Saint-Paul     | Poitiers                  | Vienne            | Élevée au rang de basilique mineure par le pape Pie X le 1er mars 1912.           |       |
| Basilique Saint-Michel-des-Lions          | Limoges                   | Haute-Vienne      | Élevée au rang de basilique mineure par le pape François le 2 février 2023.       |       |

### Occitanie
| Nom                                            | Commune      | Département         | Commentaire, date d'érection, date d'élévation | Photo                   |
| ---------------------------------------------- | ------------ | ------------------- | --- | ----------------------- |
| Basilique Notre-Dame de Marceille              | Limoux       | Aude                | |                         |
| Basilique Saint-Nazaire-et-Saint-Celse         | Carcassonne  | Aude                | . |                         |
| Basilique Saint-Paul                           | Narbonne     | Aude                | |                         |
| Basilique Saint-Gilles                         | Saint-Gilles | Gard                | Basilique intemporelle. Bulle du pape Urbain II, 1095. |                         |
| Basilique Notre-Dame du Spasme                 | La Livinière | Hérault             | Érigée le 15 juin 1959. |                         |
| Basilique Notre-Dame des Tables                | Montpellier  | Hérault             | Érigée par Pie XII le 11 octobre 1939. |                         |
| Cathédrale Saint-Pierre                        | Montpellier  | Hérault             | Érigée par Pie IX le 20 juillet 1847. |                         |
| Cathédrale Notre-Dame-et-Saint-Castor de Nîmes | Nîmes        | Gard                | |                         |
| Basilique Saint-Aphrodise                      | Béziers      | Hérault             | |                         |
| Cathédrale Notre-Dame-et-Saint-Privat          | Mende        | Lozère              | Érigée en 1824. |                         |
| Cathédrale Sainte-Marie                        | Auch         | Gers                | Érigée en 1928 par le pape Pie XI. |                         |
| Basilique Notre-Dame                           | Ceignac      | Aveyron             | Élevée au rang de basilique mineure par le pape Pie XI en 1936. |                         |
| Basilique Notre-Dame de la Daurade             | Toulouse     | Haute-Garonne       | |                         |
| Basilique Saint-Sernin                         | Toulouse     | Haute-Garonne       | | Crypte de la basilique. |
| Basilique Sainte Germaine                      | Pibrac       | Haute-Garonne       | |                         |
| Basilique Saint-Just                           | Valcabrère   | Haute-Garonne       | |                         |
| Basilique Saint-Sauveur                        | Rocamadour   | Lot                 | Site officiel du Sanctuaire Notre Dame de Rocamadour |                         |
| Cathédrale Saint-Jean-Baptiste                 | Perpignan    | Pyrénées-Orientales | Élevée au rang de basilique mineure par le pape Pie IX le 7 décembre 1875 ; décret publié par Étienne-Émile Ramadié, le 2 février 1876, cérémonie d'inauguration le 5 mars 1876. |                         |
| Cathédrale Sainte-Cécile                       | Albi         | Tarn                | Élevée au rang de basilique mineure par le pape Pie XII le 9 mai 1947. |                         |
| Basilique de l'Immaculée-Conception            | Lourdes      | Hautes-Pyrénées     | |                         |
| Basilique Notre-Dame-du-Rosaire                | Lourdes      | Hautes-Pyrénées     | |                         |
| Basilique Saint-Pie-X                          | Lourdes      | Hautes-Pyrénées     | Élevée au rang de basilique mineure par le pape Pie XII le 7 mai 1958. |                         |

### Pays de la Loire
| Nom                                              | Commune                 | Département      | Commentaire, date d'érection, date d'élévation                                                   | Photo |
| ------------------------------------------------ | ----------------------- | ---------------- | ------------------------------------------------------------------------------------------------ | ----- |
| Basilique Notre-Dame d'Avesnières                | Laval                   | Mayenne          |                                                                                                  |       |
| Basilique Notre-Dame-de-l'Épine                  | Évron                   | Mayenne          |                                                                                                  |       |
| Basilique Notre-Dame                             | Pontmain                | Mayenne          |                                                                                                  |       |
| Basilique Notre-Dame-des-Miracles                | Mayenne                 | Mayenne          |                                                                                                  |       |
| Basilique Notre-Dame du Chêne                    | Vion                    | Sarthe           |                                                                                                  |       |
| Basilique Saint-Louis-Marie-Grignion-de-Montfort | Saint-Laurent-sur-Sèvre | Vendée           | Site officiel de la Basilique Saint Louis-Marie Grignion de Montfort                             |       |
| Basilique Saint-Nicolas                          | Nantes                  | Loire-Atlantique | Élevée au rang de basilique mineure par le pape Léon XIII le 5 janvier 1882.                     |       |
| Basilique Saint-Donatien-et-Saint-Rogatien       | Nantes                  | Loire-Atlantique | Élevée au rang de basilique mineure par le pape Léon XIII le 14 mars 1889.                       |       |
| Église Sainte-Madeleine d'Angers                 | Angers                  | Maine-et-Loire   | Élevée au rang de basilique mineure par le pape Pie XI en juin 1923. Paroisse Saint-Jean-Paul II |       |

### Provence-Alpes-Côte d'Azur
| Nom                                           | Commune               | Département      | Commentaire, date d'érection, date d'élévation                                                                             | Photo |
| --------------------------------------------- | --------------------- | ---------------- | --- | ----- |
| Basilique Notre-Dame du Laus                  | Saint-Étienne-le-Laus | Hautes-Alpes     | Élevée au rang de basilique mineure par le pape Léon XIII le 18 mars 1892.                                                 |       |
| Basilique Saint-Michel-Archange               | Menton                | Alpes-Maritimes  | |       |
| Basilique Notre-Dame                          | Nice                  | Alpes-Maritimes  | Élevée au rang de basilique mineure le 16 avril 1978.                                                                      |       |
| Cathédrale Sainte-Réparate                    | Nice                  | Alpes-Maritimes  | Élevée au rang de basilique mineure en 1949.                                                                               |       |
| Basilique Notre-Dame-de-la-Garde              | Marseille 7e          | Bouches-du-Rhône | Élevée au rang de basilique mineure par le pape Pie IX le 4 juin 1864.                                                     |       |
| Basilique du Sacré-Cœur                       | Marseille 8e          | Bouches-du-Rhône | Élevée au rang de basilique mineure par le pape Jean-Paul II le 17 septembre 1997.                                         |       |
| Basilique Saint-Trophime                      | Arles                 | Bouches-du-Rhône | Ancienne cathédrale, élevée au rang de basilique mineure par le pape Léon XIII en 1882.                                    |       |
| Basilique de l'Immaculée-Conception           | Tarascon              | Bouches-du-Rhône | Ancienne abbatiale, élevée au rang de basilique par le pape Jean-Paul II en 1982.                                          |       |
| Basilique Saint-Victor                        | Marseille 7e          | Bouches-du-Rhône | Élevée au rang de basilique mineure par le pape Pie XI le 20 septembre 1934.                                               |       |
| Cathédrale de la Major (Sainte-Marie-Majeure) | Marseille 2e          | Bouches-du-Rhône | Qui est également la cathédrale de la ville, élevée au rang de basilique mineure par le pape Léon XIII le 24 janvier 1896. |       |
| Basilique Notre-Dame-de-la-Victoire           | Saint-Raphaël         | Var              | |       |
| Basilique Sainte-Marie-Madeleine              | Saint-Maximin         | Var              | et |       |
| Cathédrale Notre-Dame-des-Doms                | Avignon               | Vaucluse         | Élevée au rang de basilique mineure par le pape Pie IX le 22 décembre 1854.                                                |       |
| Basilique Saint-Pierre                        | Avignon               | Vaucluse         | Élevée au rang de basilique mineure par le pape Benoît XVI le 5 mai 2012.                                                  |       |
| Cathédrale Sainte-Anne                        | Apt                   | Vaucluse         | Élevée au rang de basilique mineure par le pape Léon XIII le 8 août 1879.                                                  |       |

## Pour approfondir